# Ignis (equipo ciclista)

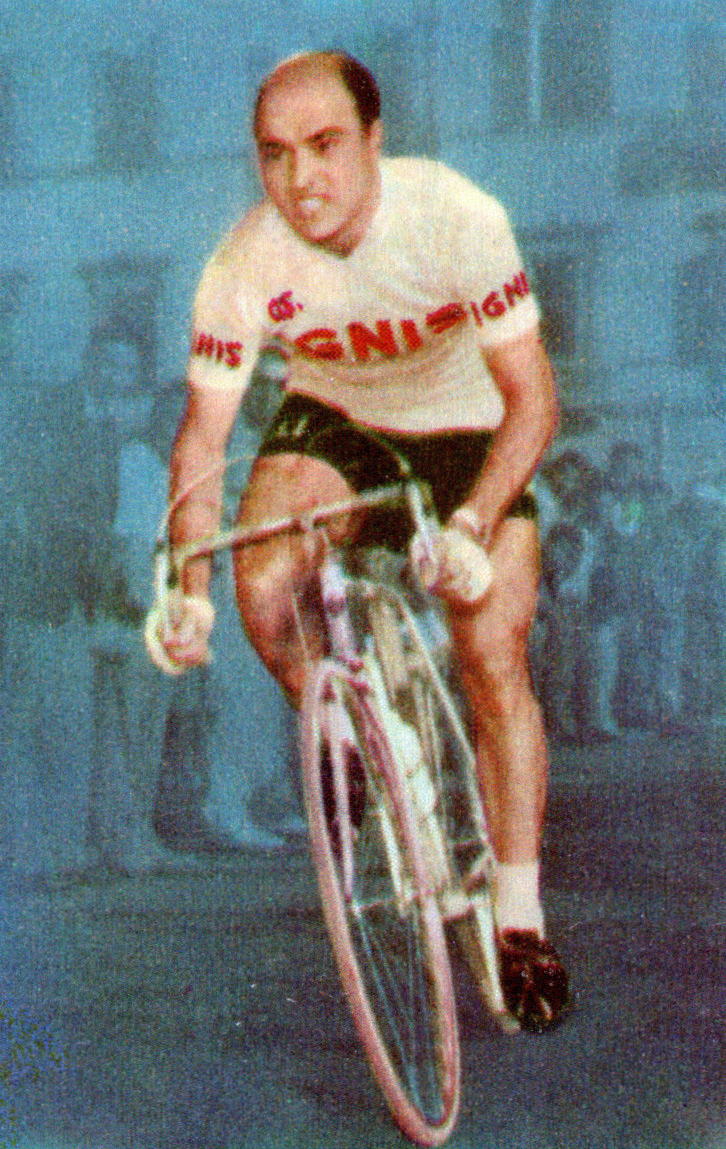
Miquel Poblet

El equipo Ignis fue un equipo ciclista italiano, de ciclismo en ruta que compitió entre 1955 y 1966.
Fue el equipo en que Miguel Poblet consiguió la mayoría de sus éxitos.

## Principales resultados
- Milán-San Remo: Miguel Poblet (1957, 1959)
- Milán-Turín: Miguel Poblet (1957)
- Vuelta a Levante: Bernardo Ruiz (1957), Antonio Gómez de Moral (1964)
- Vuelta a Suiza: Pasquale Fornara (1958)
- Giro de Emilia: Ercole Baldini (1959), Pierino Baffi (1960), Bruno Mealli (1962)
- Volta a Cataluña: Miguel Poblet (1960)
- Gran Premio de las Naciones: Ercole Baldini (1960)
- Giro de la Romagna: Giorgio Tinazzi (1960)
- Trofeo Laigueglia: Marino Vigna (1965)
- Flecha Valona: Roberto Poggiali (1965)

### A las grandes vueltas
- Giro de Italia
  - 10 participaciones (1955, 1956, 1957, 1958, 1959, 1960, 1961, 1962, 1964, 1965)
  - 25 victorias de etapa:
    - 4 el 1957: Miguel Poblet (4)
    - 3 el 1958: Miguel Poblet (3)
    - 3 el 1959: Miguel Poblet (3)
    - 7 el 1960: Dino Bruni (2), Miquel Poblet (3), Pierino Baffi, Roberto Falaschi
    - 3 el 1961: Miguel Poblet (3)
    - 3 el 1962: Giuseppe Tonucci, Bruno Mealli, Alberto Assirelli
    - 2 el 1965: Adriano Durante (2)

  - 0 clasificación finales:
  - 1 clasificaciones secundarias:
    - Clasificación por equipos: (1960)

- Tour de Francia
  - 2 participaciones (1962, 1965)
  - 2 victorias de etapa:
    - 1 el 1962: Rino Benedetti
    - 1 el 1965: Adriano Durante

  - 0 clasificaciones secundarias:

- Vuelta a España
  - 1 participaciones (1958)
  - 0 victorias de etapa:
  - 0 clasificación finales:
  - 0 clasificaciones secundarias: